# Felix de Weldon
Felix de Weldon (Vienna, 12 aprile 1907 – Woodstock, 3 giugno 2003) è stato uno scultore austriaco naturalizzato statunitense.
Autore di oltre 2 000 sculture pubbliche, è maggiormente noto per aver realizzato il monumento intitolato Marine Corps War Memorial, che si trova nella contea di Arlington in Virginia, negli Stati Uniti d'America.